# جیم اوبراین (بازیکن فوتبال، زاده ۱۹۸۷)
جیم او براین (انگلیسی: Jim O'Brien؛ زادهٔ ۲۸ سپتامبر ۱۹۸۷) بازیکن فوتبال اهل بریتانیا است.
از باشگاه‌هایی که در آن بازی کرده‌است می‌توان به باشگاه فوتبال بارنزلی، باشگاه فوتبال سلتیک، باشگاه فوتبال داندی یونایتد، باشگاه فوتبال مادرول، باشگاه فوتبال کاونتری سیتی، باشگاه فوتبال اسکانتورپ یونایتد، باشگاه فوتبال داندی، و باشگاه فوتبال دانفرملین اتلتیک اشاره کرد.
وی همچنین در تیم‌های ملی فوتبال Republic of Ireland national under-19 football team و زیر ۲۱ سال جمهوری ایرلند بازی کرده‌است.